# 望京镇
望京镇，原为望京乡，是中华人民共和国四川省巴中市平昌县下辖的一个乡镇级行政单位。2020年5月，将镇龙镇天鹰村所属行政区域划归望京镇管辖。

## 行政区划
望京镇下辖以下地区：
南坝村、石街村、望京村、万平村、大沟村、金龙村、新梁村、普新村、凤梁村、八柏村、高桥村和栏杆村。